# Germarostes tibialis
Germarostes tibialis är en skalbaggsart som beskrevs av Rudolph Petrovitz 1973. Germarostes tibialis ingår i släktet Germarostes och familjen Hybosoridae. Inga underarter finns listade i Catalogue of Life.